# Lukup Sabun Tengah
Lukup Sabun Tengah is een bestuurslaag in het regentschap Aceh Tengah van de provincie Atjeh, Indonesië. Lukup Sabun Tengah telt 205 inwoners (volkstelling 2010).